# Alijilanes
Alijilanes, jedno od brojnih plemena Diaguita Indijanaca. Obitavali su na području današnjeg departmana Santa Rosa u provinciji Catamarca. Njihovo ime očuvalo se u nazivu današnjeg naselja Alijilán.